# أولدفيلد (ميزوري)
أولدفيلد (بالإنجليزية: Oldfield)‏ هي إحدى المجتمعات الفردية (غير مصنفة) في ولاية ميزوري في الولايات المتحدة الأمريكية.